# Justin Thompson
Justin Thompson (* 8. Januar 1969 in Beverford, Victoria) ist ein australischer Dartspieler, der unter seinem Spitznamen „Thommo“ bei Turnieren der BDO antritt.

## Karriere
Thompson begann im Jahr 1990, Darts zu spielen und nahm 13 Jahre später im Oktober 2003 an seinem ersten Turnier teil. Beim WDF World Cup, bei dem er im Einzelturnier sein Heimatland Australien repräsentierte, schaffte es Thompson in die Runde der letzten 64, in welcher er Andy Fordham mit 0:4 Legs unterlag. Aufgrund der großen Distanz Australiens zu Europa, wo die meisten Dartsturniere ausgetragen werden, bestreitet Thompson bis heute nur wenige Turniere außerhalb seiner Heimat. So nahm er in den Folgejahren nur an Turnieren teil, die in seinem Land stattfanden. 2016 konnte sich Thompson schließlich seinen ersten Major-Titel sichern, indem er den WDF Asia-Pacific Cup gewinnen konnte. In der Folgezeit nahm der Australier auch an Turnieren der DPA, dem australischen Ableger der PDC teil. Im März 2017 ging Thompsons das erste Mal als Sieger aus einem Turnier der DPA Australian Pro Tour hervor, nachdem er im Finale den Favoriten Corey Cadby mit 6:4 besiegte. Unter den Turnieren in seiner Heimat zählten auch die PDC-Turniere Perth Masters oder die Melbourne Masters. Für diese erhielt Thompson als Dartspieler des Austragungslandes eine Wild Card und konnte so Partien gegen die Dartspieler Gary Anderson und Simon Whitlock bestreiten, die er jedoch beide verlor.
Im Anschluss an seinen ersten Sieg auf der Australien Pro Tour gewann er noch zwei weitere Events der Turnierserie, was dazu beitrug, dass er im September 2017 beim World Masters an den Start gehen durfte, wo er jedoch bereits in einer der Vorrunden scheiterte und somit Platz 80 erreichte. Nur wenige Tage später trug Thompson als Teil der australischen Nationalmannschaft seinen Teil zum erstmaligen Gewinn des WDF World Cups durch Australien teil. Durch seinen Sieg bei einem Regional Playoff der BDO sicherte sich Thompson die Teilnahme an der BDO World Darts Championship 2018. Nachdem er erfolgreich die Vorrunde überstanden hatte, verlor der Australier sein Erstrunden-Spiel gegen Darryl Fitton und schied aus dem Turnier aus. Außerdem qualifizierte sich Thompson 2018 erstmals für die BDO World Trophy, verlor jedoch direkt sein Auftaktspiel gegen Andy Baetens. Bei den World Masters musste sich der Dartspieler auch 2018 ein weiteres Mal mit dem 80. Platz zufriedengeben. 2019 qualifizierte sich Thompson ein zweites Mal für die BDO-Weltmeisterschaft und konnte ebenfalls eine Vorrunden-Spiel gewinnen. Eine 2:3-Niederlage in der 1. Runde gegen den Deutschen Michael Unterbuchner besiegelte jedoch sein Aus.

## Weltmeisterschaftsresultate

### BDO
- 2018: 1. Runde (2:3-Niederlage gegen  Darryl Fitton)
- 2019: 1. Runde (2:3-Niederlage gegen  Michael Unterbuchner)
- 2020: 1. Runde (2:3-Niederlage gegen  Wayne Warren)

### WDF
- 2022: 2. Runde (0:3-Niederlage gegen  Neil Duff)